# Eric Berne
Eric Berne (Montreal, 10 mei 1910 – Carmel-by-the-Sea, 15 juli 1970) was een Canadees psychiater en grondlegger van de transactionele analyse. Hij specialiseerde zich in groepstherapie en in sociale psychiatrie, en streefde ernaar mensen te genezen in plaats van vooruitgang te boeken in de behandeling.
Hij ontwikkelde zijn eigen theorie, waarover hij in 1958 voor het eerst publiceerde: Transactional Analysis, A New and Effective Method of Group Therapy. Hij is auteur van meerdere boeken, waarvan "Games People Play" het meest bekend werd.

## Biografie
Berne werd geboren in 1910 als Eric Leonard Bernstein, als zoon van huisarts David Hiller Bernstein en Sarah Gordon Bernstein, een schrijfster en redactrice. Zijn zus Grace werd vijf jaar later geboren. Zijn ouders waren immigranten uit Polen en Rusland. Beide ouders waren afgestudeerd aan McGill University. Dr. Bernstein overleed op zijn achtendertigste aan tuberculose. Mevrouw Bernstein ging vervolgens om zichzelf en haar twee kinderen te onderhouden, werken als redactrice en schrijfster. Eric werd aangemoedigd om in de voetsporen van zijn vader te treden en ging geneeskunde studeren. Hij ontving een M.D. (Doctor of Medicine) en Ch.M. (Master of Surgery) van de McGill University Medical School in 1935.
Hij werkte zo'n twee jaar aan de psychiatrische kliniek van de Yale University School of Medicine. In die tijd – omstreeks 1938 – werd hij Amerikaans staatsburger en verkortte hij zijn naam van Eric Leonard Bernstein tot Eric Berne. Zijn eerste benoeming was als klinisch assistent in de psychiatrie in het Mt. Zion Hospital in New York. Daarnaast begon hij een eigen praktijk in Norwalk (Connecticut). Daar ontmoette en trouwde hij zijn eerste vrouw, Elinor, met wie hij twee kinderen kreeg.
Vanwege de vraag naar psychiaters in het leger tijdens de Tweede Wereldoorlog diende Berne van 1943 tot 1946 in het Amerikaanse leger, waar hij van luitenant tot majoor werd bevorderd. Na deze diensttijd besloot Berne, inmiddels gescheiden, te verhuizen naar Carmel-by-the-Sea. Hij hervatte zijn psychoanalytische opleiding aan het San Francisco Psychoanalytic Society and Institute.
Hij hertrouwde omstreeks 1949 met Dorothy DeMass Way. Uit dit huwelijk kwamen twee zonen voort.
- Biblioteca Nacional de España: XX990178
- Bibliothèque nationale de France: cb11891546g (data)
- Catàleg d'autoritats de noms i títols de Catalunya: 981058611225806706
- Gemeinsame Normdatei: 118509772
- International Standard Name Identifier: 0000 0003 6865 0168
- Library of Congress Control Number: n50007079
- Nationale Bibliotheek van Letland: 000042924
- Bibliotheek van het Japanse parlement: 00433103
- Nationale Bibliotheek van Tsjechië: jn19990000734
- Nationale bibliotheek van Australië: 35017927
- Nationale Bibliotheek van Israël: 987007460835905171
- Nationale Bibliotheek van Polen: a0000001162246
- Nederlandse Thesaurus van Auteursnamen: 068377444
- Istituto Centrale per il Catalogo Unico: CFIV009772
- SNAC: w6446ntb
- Système universitaire de documentation: 026722607
- Trove: 792439
- Virtual International Authority File: 22138427
- WorldCat: E39PBJcKHdDv9gyHCTpXdk6Yfq